# Ian Carey
Ian Carey, właśc. Ian Harshman (ur. 13 września 1975 w Hancock, w stanie Maryland, zm. 19 sierpnia 2021) – amerykański DJ i producent muzyczny.

## Dyskografia

### Piosenki
- 2002: „The Mobtown Sound”
- 2003: „It's Alright” / „Party Time”
- 2004: „Drop da Vibe” (DJ Jani & Ian Carey feat. MC Gee)
- 2004: „Nonstop”
- 2004: „Got to Release”
- 2005: „Give Up the Funk”
- 2005: „The Power”
- 2005: „Say What You Want” (Ian Carey & Mochico)
- 2006: „Lose Control”
- 2007: „Keep on Rising” (Ian Carey feat. Michelle Shellers)
- 2007: „Love Won't Wait”
- 2008: „Redlight”
- 2008: „Get Shaky”
- 2009: „SOS”
- 2009: „Shot Caller”
- 2010: „Let Loose” (Ian Carey feat. Mandy Ventrice)
- 2011: „Last Night” (Ian Carey feat. Snoop Dogg i Bobby Anthony)
- 2012: „Amnesia” (Ian Carey z Rosette feat. Timbaland i Brasco)

### Inne występy
- „Faith (In the Power of Love)” (Ian Carey feat. Rozalla)
- „Tonight” (Ian Carey & Mad Mark)